# Botrychium lunaria
Il botrichio lunaria (Botrychium lunaria (L.) Sw.) è una pteridofita appartenente alla famiglia Ophioglossaceae.

## Descrizione
Pianta perenne, alta 5-30 cm; fusto cilindrico, eretto; segmenti sterili delle foglie pennatosetto-semplici, inseriti a metà del fusto, e notevolmente più corti dei segmenti fertili.

## Riproduzione
Il periodo di sporificazione va da giugno ad agosto.

## Distribuzione e habitat
Praterie altitudinali, da 1 500 fino a 2400 m. Si trova, seppur raramente, nei principali gruppi montuosi.